# Томассен, Магне
Магне Арнфинн Томассен (норв. Magne Arnfinn Thomassen; род. 1 мая 1941, Мельхус, Сёр-Трёнделаг) — норвежский конькобежец, серебряный призёр зимних Олимпийских игр 1968 года на дистанции 500 метров, серебряный призёр чемпионата мира в классическом многоборье, бронзовый призёр чемпионата мира в спринтерском многоборье, бронзовый призёр чемпионата Европы, чемпион Норвегии в классическом многоборье (1968), 2-кратный рекордсмен мира, 3-кратный чемпион Норвегии и 4-кратный призёр, 5-кратный рекордсмен Норвегии. Выступал за клубы "Melhus" и "Trondheims SK" (Тронхейм).

## Биография
Магне Томассен родился и вырос в Мельхусе. В раннем детстве встал на коньки, и участвовал в некоторых гонках ради развлечения. Также немного занимался лыжными гонками, но не был конкурентоспособным. По-настоящему он начал кататься на коньках в возрасте 12-13 лет. В качестве тренировки катался на велосипеде. В 16 лет Магне начал выигрывать в группе, с которой тренировался. Чтобы поддерживать себя финансово он работал до 1963 года в банке "Nordenfjeldske Kreditbank".
В 1959 году Томассен впервые участвовал на юниорском чемпионате Норвегии и сразу занял 2-е место в сумме многоборья, а с 1960 года выступал и во взрослом чемпионате. В 1962 году он дебютировал на чемпионате Европы и на чемпионате мира в классическом многоборье, где занял соответственно 12-е и 15-е места. Перед сезоном 1963 года он тренировался со сборной под руководством Стейна Йонсона. В январе 1963 года он вместе в тремя другими норвежцами побил мировой рекорд советского спортсмена Бориса Шилкова на дистанции 5000 метров.
В феврале 1963 года установил мировой рекорд на дистанции 1000 метров. На чемпионате Европы в классическом многоборье занял 4-е место, а на чемпионате мира поднялся на 6-е место. В 1964 году, после 6-го места на чемпионате Европы в Осло, он участвовал на своих первых зимних Олимпийских играх в Инсбруке и занял 9-е место в забеге на 1500 метров и 21-е на 500 метров. Через год впервые стал бронзовым призёром чемпионата Норвегии в многоборье, а также занял 9-е место на чемпионате Европы в Гётеборге и 8-е на чемпионате мира в Осло.
Его пик расцвета пришёл на 1968 год, когда он стал чемпионом Норвегии в абсолютном зачёте, завоевал бронзу на чемпионате Европы в Осло, серебро на чемпионате мира в Гётеборге и разделил второе место с американцем Ричардом МакДермоттом на зимних Олимпийских играх в Гренобле на дистанции 500 метров, а в забегах на 1500 м и 10000 м занял соответственно 4-е и 7-е места. В феврале установил мировой рекорд на дистанции 1500 метров. В 1969 году Магне занял 6-е место на чемпионате Европы и 5-е на чемпионате мира в Девентере.
В 1970 и 1971 годах становился чемпионом страны в спринтерском многоборье. В 1970 году Магне Томассен завоевал бронзу на первом чемпионате мира в спринтерском многоборье и серебро на чемпионате мира в классическом многоборье. На чемпионате Европы он финишировал 5-м. После 1971 года он не показывал высоких результатов на международном уровне и в 1974 году завершил карьеру. 

## Личная жизнь
После завершения карьеры конькобежца Томассен работал в банке в Тронхейме. У него есть жена Кари Томассен, двое детей и пять внуков. Сегодня Магне Томассен является банковским менеджером "Focus bank" в Мелхусе.